# Formosia faceta
Formosia faceta là một loài ruồi trong họ Tachinidae.